# Der Fuchs (2022)
Der Fuchs ist ein Historiendrama von Adrian Goiginger, das im November 2022 beim Tallinn Black Nights Film Festival seine Premiere feierte. Im Januar 2023 kam der Film in die österreichischen und im April 2023 in die deutschen Kinos. In dem zwischen 1927 und 1946 spielenden Film erzählt der Regisseur eine Geschichte aus dem Leben seines eigenen Urgroßvaters Franz Streitberger. Im Rahmen der Verleihung des Deutschen Filmpreises 2024 wurde Der Fuchs mit dem Deutschen Filmpreis in Silber ausgezeichnet, zudem Simon Morzé für die beste männliche Hauptrolle. Im Jahr 2024 veröffentlichte Goiginger schließlich ein Buch über das entbehrungsreiche Leben seines Urgroßvaters, der 2017 im Alter von fast 100 Jahren starb.

## Handlung
Der introvertierte junge Soldat Franz Streitberger dient als Motorradkurier beim österreichischen Bundesheer, als er nach dem Anschluss an Deutschland im Jahr 1938 zur Wehrmacht eingezogen wird. Er findet einen verletzten Fuchswelpen, dessen Mutter in der Falle eines Jägers verendet war. Er pflegt und versorgt den Fuchs wie sein eigenes Kind und nimmt ihn mit in das besetzte Frankreich. Durch diese sonderbare Freundschaft mit dem wilden Tier holt ihn seine eigene Vergangenheit als Bergbauernsohn, der von seiner Familie aus wirtschaftlichen Gründen zu einem wohlhabenden Bauern geschickt wurde, wo er als Knecht arbeiten musste, langsam wieder ein.
Nachdem Frankreich eingenommen wurde, trifft Franz in der Normandie die junge Französin Marie und freundet sich mit ihr an. Sie gewährt ihm und seinem Fuchs Unterkunft. Er schützt sie und ihr Haus vor der Einquartierung durch deutsche Soldaten und die beiden verbringen – stets zusammen mit dem Fuchs – mehr und mehr Zeit zusammen.
Nach einigen Tagen wird Franz jedoch aufgefordert, sich unverzüglich beim Oberfeldwebel zu melden und diesem zu erklären, warum er zu Beginn des Angriffs auf Frankreich in den Wald lief, anstatt sich befehlsgemäß der ausrückenden Truppe anzuschließen. Franz verschweigt, dass dies wegen des Fuchses war. Er entgeht nur knapp einer Bestrafung wegen Desertation, muss aber 10 Tage im Militärgefängnis als Strafe absitzen. Als er anschließend zu Marie zurückkehrt, ist der Fuchs wohlauf. Marie erzählt Franz, dass sie seinen wochenlang geschriebenen Briefentwurf an seinen Vater abgeschickt hat, da sie nicht wusste, ob er zurückkehrt. Franz wird daraufhin wütend, da er noch nicht vorhatte den Brief abzusenden und Jahrzehnte keinen Kontakt zu seinem Vater hatte, der zudem nicht lesen kann. Im Streit trennen sich die beiden und Franz geht mit dem Fuchs zurück zur Truppe und zieht ihn weiter auf.
Als Franz’ Einheit verlegt wird und Franz erfährt, dass die Fahrt nicht in die österreichische Heimat, sondern an die Ostfront geht, lässt er den Fuchs im Wald zurück, um ihn zu schützen. Der Abschied ist für ihn sichtlich schmerzhaft und er entschuldigt sich beim Fuchs.
Nach Ende des Zweiten Weltkriegs kehrt Franz 1946 nach 19 Jahren Abwesenheit wieder zum Haus seiner Eltern im Pinzgau zurück, um seinen leiblichen Vater zu sehen. Im leeren Haus findet er eine Trauerkarte, die zeigt, dass sein Vater 1941 starb. Er findet jedoch neben seinem eigenen, von Marie abgeschickten Brief, auch Notizen seines Vaters, aus denen hervorgeht, dass dieser in der Zwischenzeit Lesen gelernt und auch ein Antwortschreiben an ihn begonnen hatte, aber über die Anrede nicht hinausgekommen war. Als Franz den Entwurf seines Vaters liest, ist er tief gerührt, da er begreift, dass er mit seinem Vater trotz der Trennung als kleiner Junge immer verbunden war.

## Produktion

### Filmstab, Idee, Aufbau und Besetzung
Regie führte Adrian Goiginger, der auch das Drehbuch schrieb. Er erzählt mit dem Film die Geschichte seines eigenen Urgroßvaters Franz Streitberger, der im Zweiten Weltkrieg als Motorradkurier in der deutschen Wehrmacht diente und die er ihm erzählte, als er etwa 15 Jahre alt war. Für Goiginger ging mit dem Film ein großer Traum in Erfüllung: „Mein Urgroßvater wurde 100 Jahre alt, und bis zu seinem Tod im Jahr 2016 erzählte er mir die tragischen und hoffnungsvollen Episoden aus seinem Leben. Am meisten berührt hat mich die Freundschaft mit einem Fuchs, den er 1940 ein ganzes Jahr lang, während des Krieges, bei sich hatte und versorgte. Diese Geschichte ist so unglaublich, dass ich mir es als Teenager schon zum Ziel setzte, sie zu verfilmen.“
Der Film endet mit einem kleinen eingeblendeten Schwarzweißfoto von einem Krad. Dazu ist aus dem Off die Stimme von Franz Streitberger, dem Urgroßvater des Filmemachers zu hören, der in wenigen Sätzen die Episode mit dem Fuchs aus seiner Erinnerung erzählt.
Franz Streitberger wird im Film von Simon Morzé gespielt, der einem breiteren Publikum insbesondere durch seine Rolle in der Literaturverfilmung Der Trafikant an der Seite von Bruno Ganz bekannt wurde. Morzé machte den Motorradführerschein, verbrachte vier Monate auf einem Pinzgauer Bergbauernhof, um Dialekt und Lebenskultur zu lernen, und absolvierte ein militärisches Training mit Unteroffizieren, die ihm vermittelt haben, „wie Soldaten damals lebten“. Zudem baute er zwei Jahre lang zu Füchsen eine Beziehung auf. Im Prolog des Films, der 1927 spielt, erfährt der Zuschauer, dass die Eltern von Franz das Sorgerecht für ihren Sohn zehn Jahre lang einem wohlhabenden Bauern aus der Gegend überließen. Dieser, Josef Streitberger, wird von Karl Markovics gespielt. Marko Kerezovic, der Schauspiel an der MUK Wien studiert, spielt Anton Dillinger. Joshua Bader, ein Absolvent der MUK Wien, spielt den Sanitäter Maier. In weiteren Rollen sind Pit Bukowski als Jokesch, Alexander Beyer als Hauptmann Glück, Adriane Gradziel als Marie und Stan Steinbichler als Mitteregger zu sehen. Das Casting übernahm Angelika Kropej.
Das Maskenbild hat wie in den vergangenen Filmen von Goiginger Tim Scheidig gestaltet, mit Unterstützung von Desiree Schober.

### Filmförderung und Dreharbeiten
Der Film wurde von deutscher Seite mit 500.000 Euro durch die Film- und Medienstiftung NRW, mit 450.000 Euro durch den FilmFernsehFonds Bayern, mit 200.000 Euro durch die MFG Baden-Württemberg und durch das Bundesministerium für Kultur und Medien gefördert. In Österreich wurde der Film durch das Österreichische Filminstitut mit rund 900.000 Euro, durch FISA Filmstandort Austria mit 573.000 Euro, durch den Filmfonds Wien mit 250.000 Euro sowie durch das Land und die Stadt Salzburg gefördert. Von Eurimages erhielt er 400.000 Euro. Von der Filmförderungsanstalt erhielt Der Fuchs eine Verleihförderung in Höhe von 30.000 Euro.

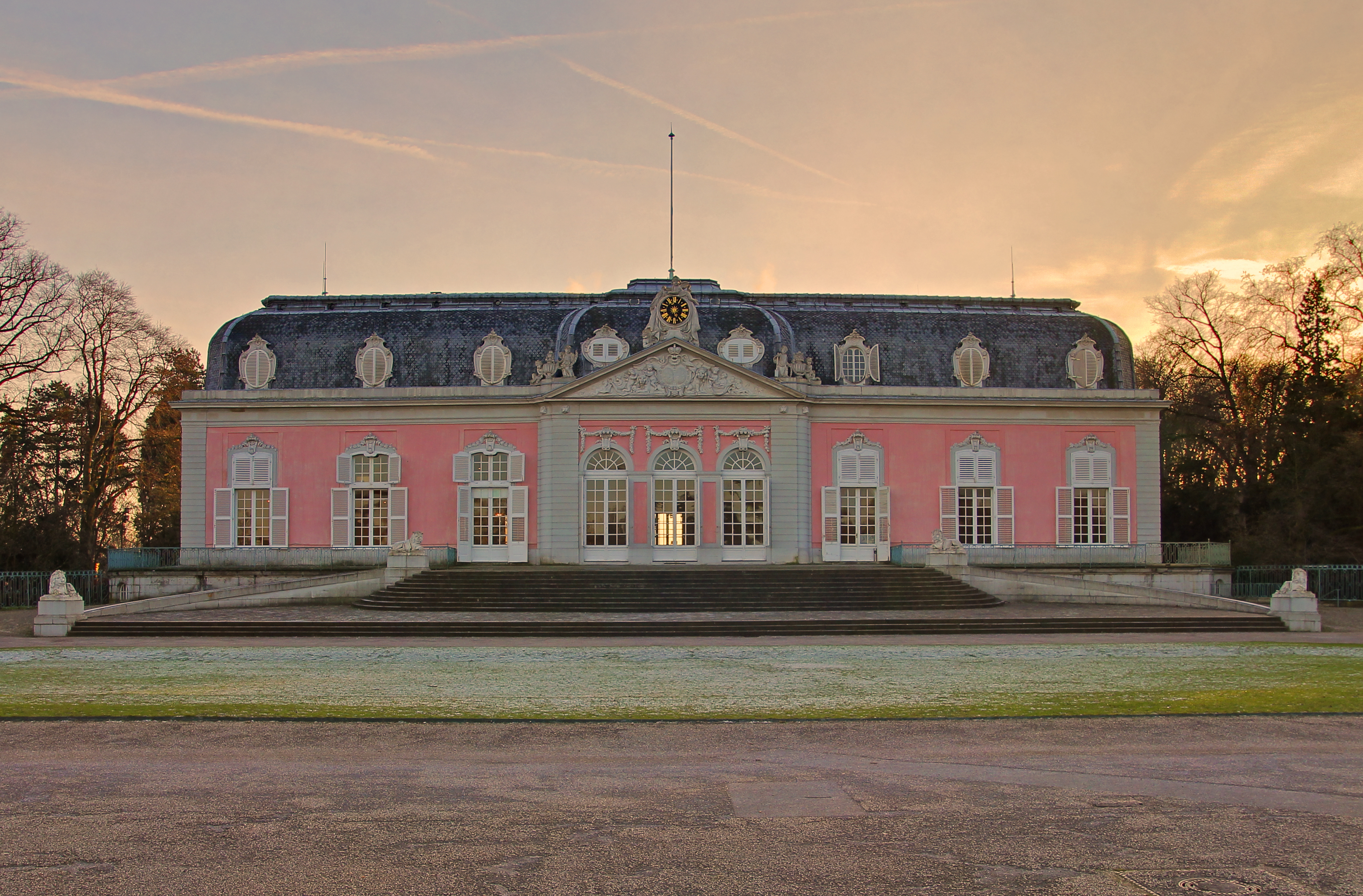
Im Mai 2021 drehte man vor der Kulisse von Schloss Benrath

Die Dreharbeiten fanden vom 21. April bis Mitte Juni 2021 in Deutschland und Österreich statt. In Deutschland drehte man in Nordrhein-Westfalen auf Schloss Benrath und auf der Insel Amrum, in Österreich in Niederösterreich und im Pinzgau. Die Alm-Szenen entstanden in Großarl im Pongau. Ein Filmszene im besetzten Frankreich verlegte Goiginger in das niederösterreichische Waldviertel, worin er die Fassade der Stiftskirche Zwettl in Szene setzte. Ihr hochaufragender Turm im genuin österreichischen Barock konkurriert allerdings mit den Turmdachformen französischer Kirchen. Drei Fuchsbabys und zwei erwachsene Exemplare wurden von zwei erfahrenen Tiertrainern für die Dreharbeiten vorbereitet und dabei an die Motorräder und die Schauspieler gewöhnt. Als Kameramann fungierte der Deutsche Yoshi Heimrath, der zuletzt für die Filme A Pure Place von Nikias Chryssos und Berlin Alexanderplatz von Burhan Qurbani tätig war. Der Arbeitstitel lautete Mein Fuchs.

### Veröffentlichung
Die Premiere von Der Fuchs erfolgte am 20. November 2022 beim Tallinn Black Nights Film Festival. Der Kinostart in Österreich war am 13. Januar 2023. Die Österreich-Premiere hatte bereits am 7. Januar 2023 im Cinema Paradiso in Baden stattgefunden. Am 13. April 2023 kam der Film in die deutschen Kinos. Am 22. März 2024 wurde er in den USA als Video-on-Demand veröffentlicht. In Frankreich wurde er am 15. November 2024 unter dem Titel Le renard et le soldat bei Arte gezeigt.

## Rezeption

### Kritiken

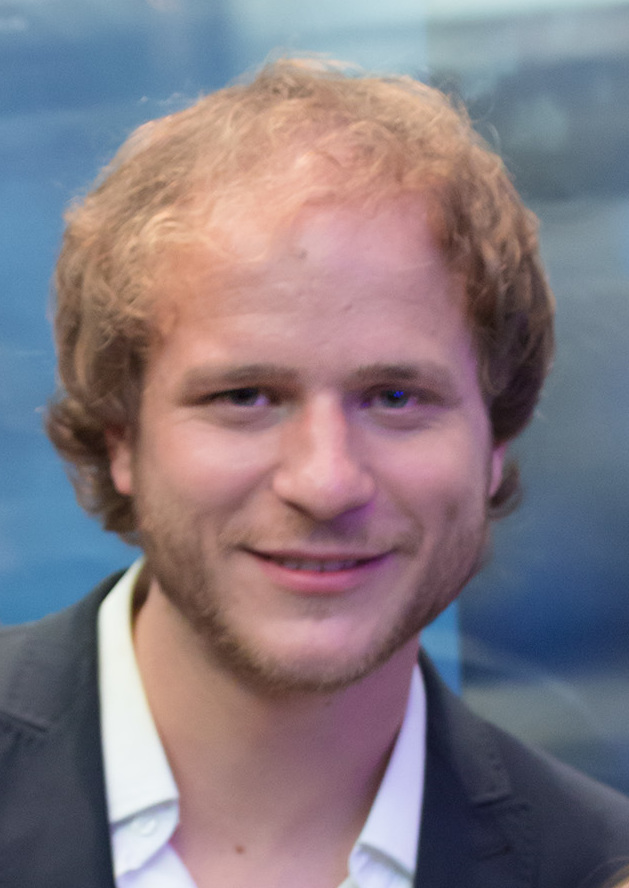
Regisseur Adrian Goiginger

Davide Abbatescianni schreibt im Online-Filmmagazin Cineuropa, Der Fuchs zeige die Gräuel des Zweiten Weltkriegs und den deutschen Einmarsch in Frankreich, und Adrian Goiginger verzichte lobenswerterweise darauf, die Darstellung des Konflikts zu beschönigen. Die Kameraleute Yoshi Heimrath und Paul Sprinz zoomten gar ganz nah auf einige grausame Entdeckungen, und die Tonabteilung erschreckte den Zuschauer immer wieder mit ohrenbetäubendem Lärm von Panzern, Kugeln und Bombenschützen / -einschlägen, so Abbatescianni. Nur selten erstrahle der Film in helleren Farben, und nur in solchen Momenten versuche er, ein „wahnhaftes“ Gefühl zu vermitteln. Die diskret eingesetzte Filmmusik von Arash Safaian trage wesentlich zum Aufbau einer empathischen Verbindung mit Franz bei, der in einem Wirbelsturm von Emotionen steckt und darum ringt, seinem Leben eine Richtung zu geben. Warum der Film, der eine Geschichte über Freundschaft und Liebe erzählt, aber eigentlich so gut funktioniere und das Potenzial habe, dem Zuschauer zu Herzen zu gehen, seien die klar angelegten Konflikte, die leicht gegensätzliche Gefühle hervorrufen und den Zuschauer kaum gleichgültig ließen, und auch Simon Morzé bringe in seine Rolle die richtige Menge an Komplexität ein, der Franz als einen introvertierten und liebevollen Bauern spielt, der aber auch jemand ist, der seine Emotionen und insbesondere seine Wut nicht kontrollieren kann. Manchmal handele er rücksichtslos und diene die ganze Zeit treu den Nazis, aber Goiginger verurteile ihn nicht, sondern überlasse dies dem Publikum.
Peter Osteried, Filmkorrespondent der Gilde deutscher Filmkunsttheater, schreibt, Der Fuchs sei ein Film, der an die Nieren gehe. Nicht, weil er das Sterben auf der Leinwand zeige oder ähnliches, sondern weil er von extremer Armut erzähle, von Entfremdung innerhalb einer Familie und von einem Mann, der seinen Platz im Leben erst findet, als er über den Fuchs stolpert und sich um ihn kümmert. Die Rolle werde von Simon Morzé brillant gespielt, der den Dialekt meistere, vor allem aber sei es sein intensiver Ausdruck, der den Zuschauer immer wieder tief bewege. Auch Karl Markovics in der Rolle seines alternden Vaters hebt Osteried hervor, der im Film seine schauspielerische Wirkmacht offenbare. Auch technisch sei der Film hochinteressant, der nicht nur im Format 4:3 präsentiert wird, sondern auch die abgerundeten Ecken hat, wie sie mit Filmen und Fotos jener Zeit verbunden werden.
Der Film war nach Griechenland mit rund 123.000 Besuchern der zweiterfolgreichste Film des österreichischen Kinojahres 2022 und wurde mit dem Austrian Ticket (ehemals Österreichischer Filmpreis) ausgezeichnet.

### Auszeichnungen
Bayerischer Filmpreis 2022
- Auszeichnung mit dem Nachwuchs-Schauspiel-Preis (Simon Morzé)[22]

Deutscher Filmpreis 2024
- Auszeichnung mit dem Deutschen Filmpreis in Silber (Hana Geißendörfer, Malte Can und Gerrit Klein)
- Nominierung für das Beste Drehbuch (Adrian Goiginger)
- Auszeichnung für die Beste männliche Hauptrolle (Simon Morzé)
- Nominierung für die Beste Kamera/Bildgestaltung (Yoshi Heimrath und Paul Sprinz)
- Nominierung für die Besten visuellen Effekte (Manfred Büttner)

Deutscher Kamerapreis 2023
- Nominierung in der Kategorie Fiktion Kino (Yoshi Heimrath und Paul Sprinz)[23]

Österreichischer Filmpreis 2023
- Nominierung als Bester Spielfilm
- Nominierung für die Beste Regie (Adrian Goiginger)
- Nominierung als Bester männlicher Darsteller (Simon Morzé)
- Nominierung für die Beste weibliche Nebenrolle (Adriane Gradziel)
- Nominierung für die Beste Maske (Tim Scheidig und Désirée Schober)

Romyverleihung 2023
- Auszeichnung in der Kategorie Bester Film Kino[24]
- Auszeichnung in der Kategorie Beste Kamera Kino (Yoshi Heimrath und Paul Sprinz)

Tallinn Black Nights Film Festival 2022
- Nominierung im Wettbewerb
- Nominierung im Critics’ Picks Strand[15][25]

## Publikation
- Adrian Goiginger, Walter Müller: FRANZ: Die Geschichte meines Urgroßvaters. Die Lebensgeschichte von Franz Streitberger – das Buch zum erfolgreichen deutsch-österreichischen Kinofilm „Der Fuchs“, Salzburger Pressverein/Verlag Anton Pustet Salzburg,  Salzburg 2024, ISBN 978-3-7025-1117-3.